# أفق

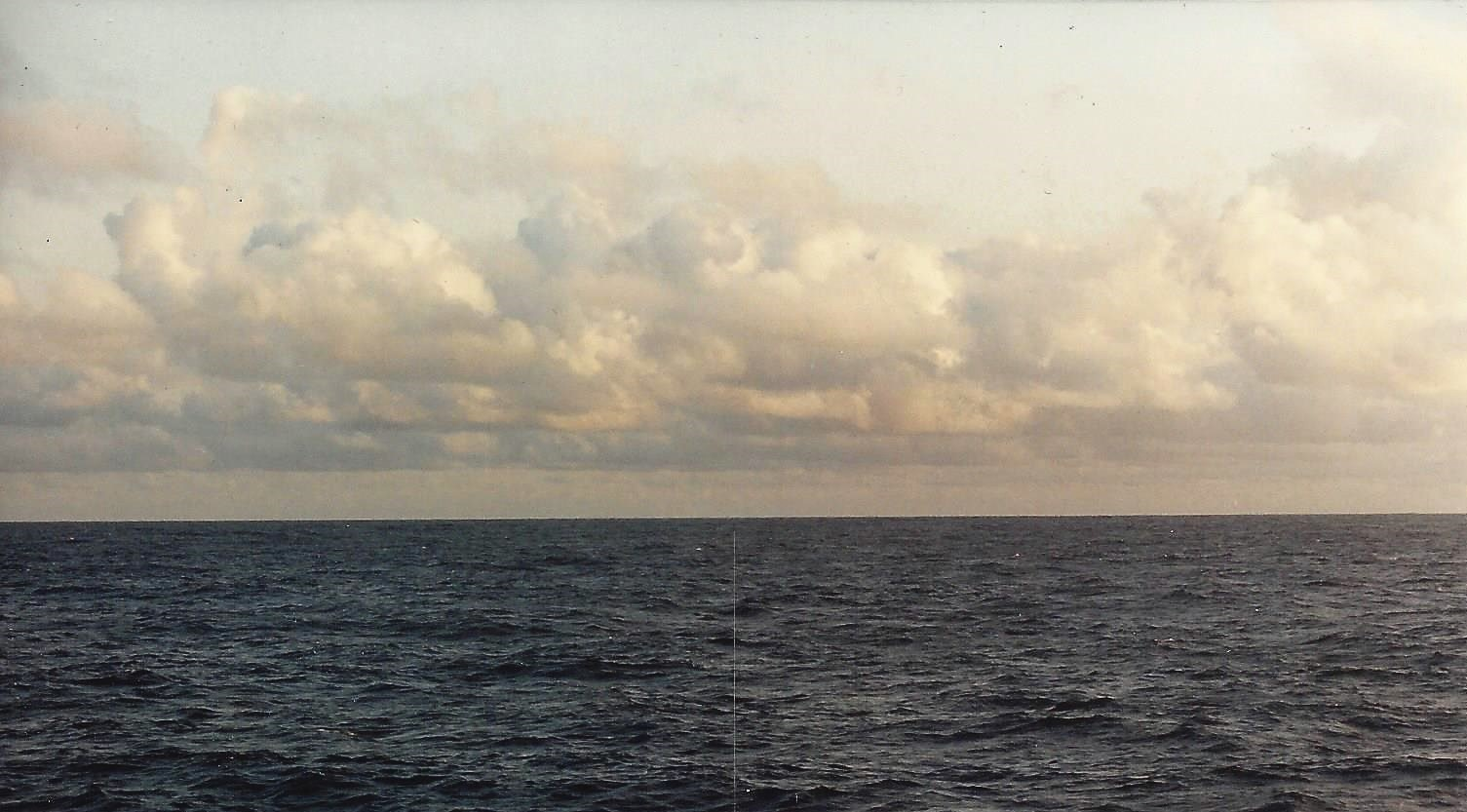
الأفق البحري ، وعلى أساسه يقاس مواقع النجوم بواسطة سدس.

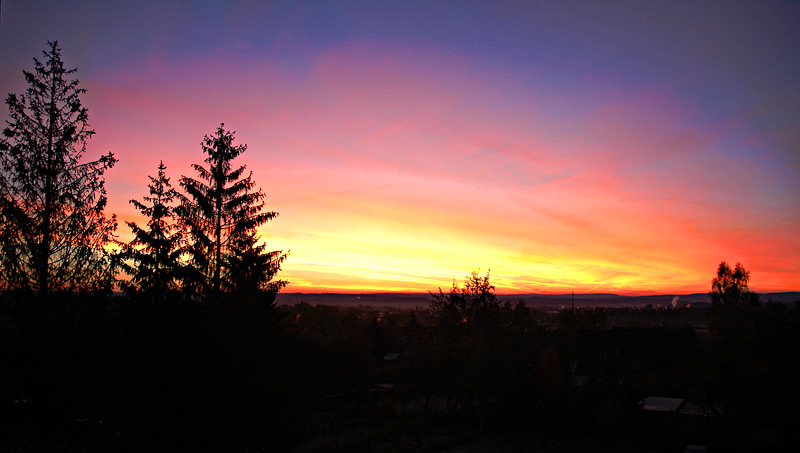
خط الأفق على الأرض ؛ يختلف باختلاف التضاريس.

الأفق أو خط الأفق هو خط التقاء سطح الأرض الظاهر مع السماء ويدعى بالأفق الهندسي. قد يكون خط الأفق بعيدا كخط نهاية البحر مثلاً ويسمى هناك الأفق البحري. أو قريبا في المناطق المنخفضة والوديان ويسمى بالأفق الطبيعي. قد تتسبب الانعكاسات الضوئية بتزوير مكان الأفق الحقيقي وجعله يبدو ابعد مما هو في الواقع وبالتالي الإيهام بأن الأرض أكبر مما هي واقعيا، وهذا يدعى بالأفق البصري. إضافة لذلك هناك مصطلح أفق الموجات الإذاعية. وهذا لانها تدل على انها كبيره جدا في المناطق البرية والتي تكون درجه حرارتها مرتفعة فتكون قوة تحمل فيها مرتفعه..

## في الهندسة الوصفية

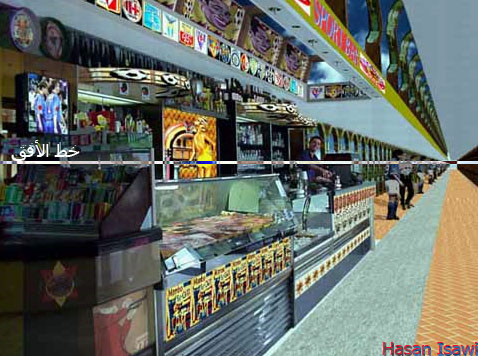
خط الأفق- هندسة وصفية

خط الأفق في علم الهندسة الوصفية يحدد كخط تقاطع بين مستويين:
- مستوى الإسقاط
- مستوى افقي (موازي للأرض) ومار بمركز الإسقاط (عين الناظر)

خط الأفق هو المكان الهندسي لنقاط فرار جميع الخطوط الأفقية. مثلا نقطة فرار الخطوط العمودية على مستوى الإسقاط تتطابق مع النقطة الرئيسية (الإسقاط العمودي لمركز الإسقاط على مستوى الإسقاط). نقطة الفرار للخطوط الأفقية الموازية لمستوى الإسقاط تتمثل بنقطة لانهائية موازية لخط الأفق.

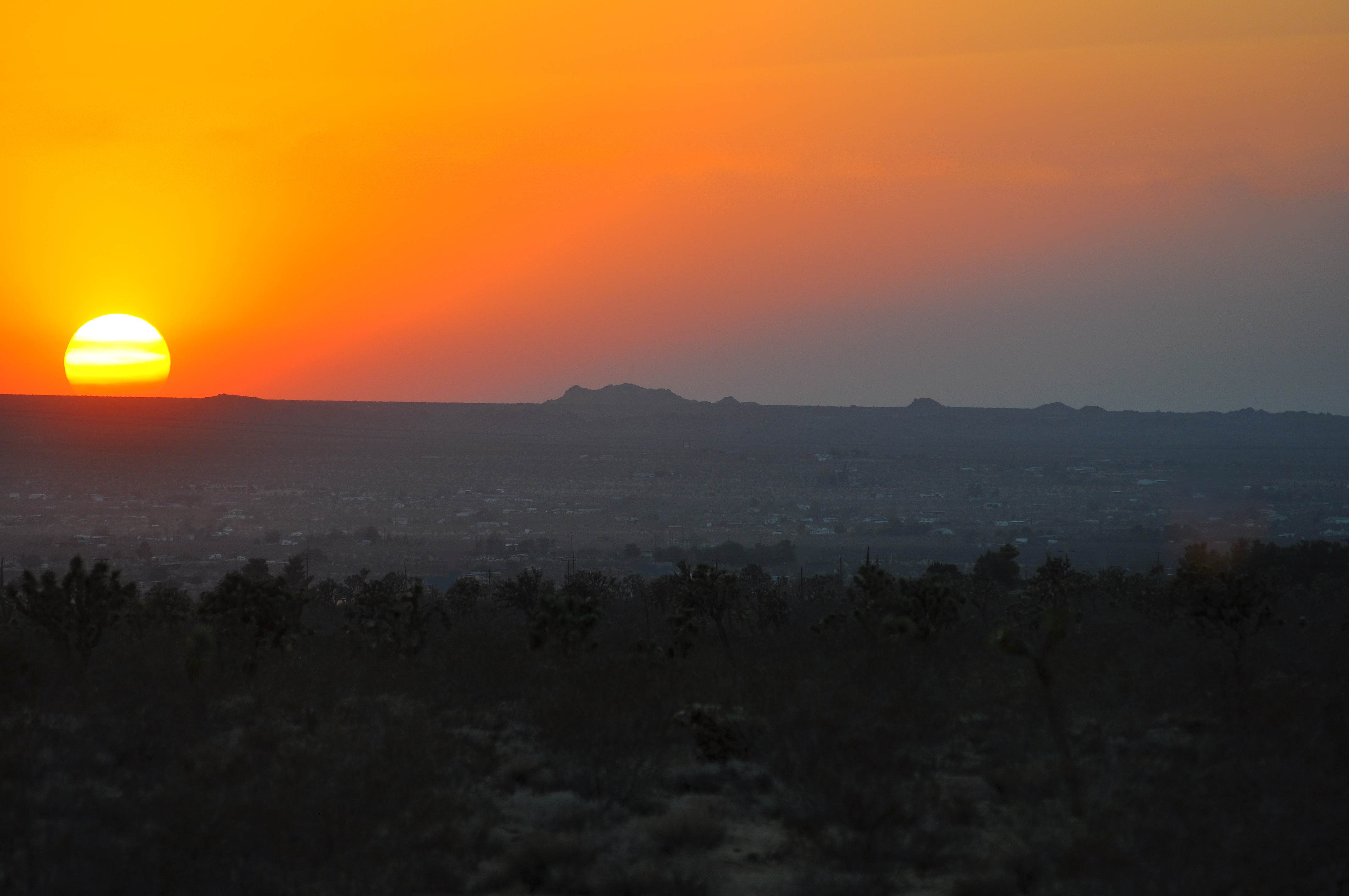
أفق صحراوي مرتفع عند غروب الشمس، كاليفورنيا، الولايات المتحدة الأمريكية

## خلفيّة
يُعرف الأفق بأنّه الخط الواضح الذي يفصل سطح جسم سماوي عن سمائه عند رؤيته من منظور مراقب على سطح الجسم المعني أو بالقرب منه. يقسم هذا الخط جميع اتجاهات المشاهدة بناءً على ما إذا كان يتقاطع مع سطح الجسم المعني أم لا. الأفق الحقيقي هو في الواقع خط نظري، لا يمكن ملاحظته إلا بأي درجة من الدقة عندما يقع على طول سطح أملس نسبيًا مثل محيطات الأرض. في العديد من المواقع، يكون هذا الخط محجوبًا بسبب التضاريس، وعلى الأرض يمكن أيضًا حجبه بأشكال الحياة مثل الأشجار و / أو الإنشاءات البشرية مثل المباني. يسمى التقاطع الناتج لهذه العوائق مع السماء بالأفق المرئي. على الأرض، وعندما تبحث في البحر من الشاطئ، ويسمى الجزء من البحر أقرب إلى الأفق المستقبل القريب.
اعتبارًا من عام 2021، لم يلاحظ جميع البشر تقريبًا الذين عاشوا على الإطلاق أفق أي جرم سماوي بخلاف أفق الأرض، باستثناء رواد فضاء أبولو الذين سافروا إلى القمر وبالتالي لاحظوا أيضًا أفق القمر بالإضافة إلى ذلك. إلى الأفق الأرضي. بالإضافة إلى ذلك، تم تصوير آفاق العديد من الأجرام السماوية الأخرى في النظام الشمسي، وخاصة المريخ، بواسطة مركبات فضائية غير مأهولة أطلقت من الأرض. باستثناء ما تمت الإشارة إليه، سيناقش الجزء المتبقي من هذه المقالة بشكل حصري أفق الأرض. يحيط الأفق الحقيقي بالراصد ويفترض عادةً أنه دائرة مرسومة على سطح نموذج كروي مثالي للأرض. مركزها تحت المراقب وتحت مستوى سطح البحر. تختلف المسافة بينه وبين المراقب من يوم لآخر بسبب الانكسار في الغلاف الجوي، والذي يتأثر بشكل كبير بالظروف الجوية. أيضًا، كلما ارتفعت عيون المراقب عن مستوى سطح البحر، كلما كان الأفق بعيدًا عن الراصد. على سبيل المثال، في الظروف الجوية القياسية، للمراقب مع مستوى عين فوق مستوى سطح البحر بمقدار 1.70 متر (5 قدم 7 بوصة)، الأفق على مسافة حوالي 5 كيلومتر (3.1 ميل). عندما يتم ملاحظته من وجهات نظر عالية جدًا، مثل محطة فضائية، يكون الأفق بعيدًا جدًا ويشمل مساحة أكبر بكثير من سطح الأرض. في هذه الحالة، لن يكون الأفق دائرة كاملة، ولا حتى منحنى مستوي مثل القطع الناقص، خاصة عندما يكون الراصد فوق خط الاستواء، حيث يمكن تصميم سطح الأرض بشكل بيضاوي أفضل منه على شكل كرة.

## علم أصول الكلمات
كلمة horizon مشتقة من اليونانية "ὁρίζων κύκλος" هوريزون كوكلوس، «فصل الدائرة»، حيث "ὁρίζων" من الفعل ὁρίζω هوريز، «لقسمة»، «للفصل»، والتي بدورها مشتقة من "ὅρος" (hóros)، «الحدود، معلم معروف».

## المظهر والاستخدام

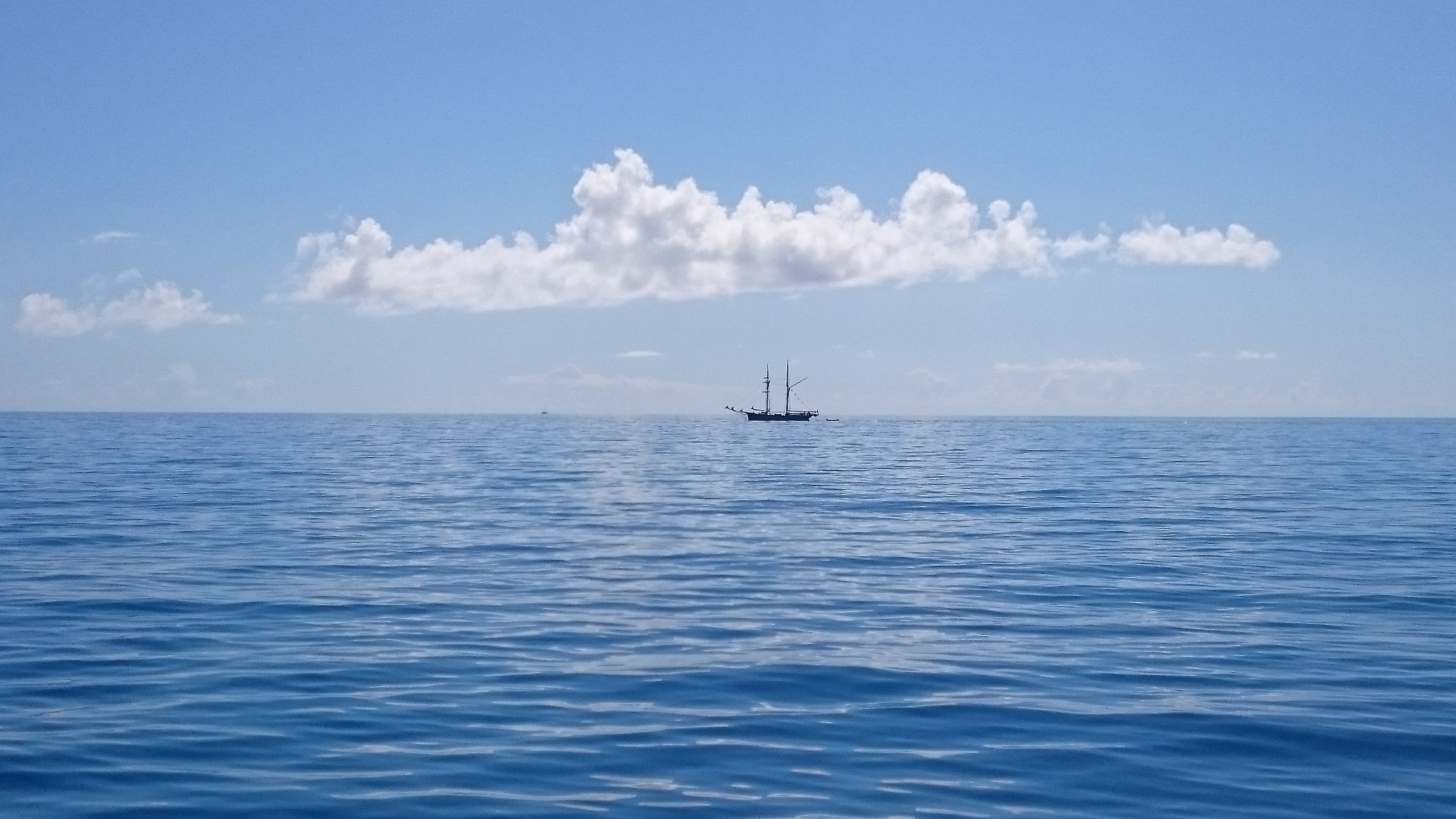
منظر للمحيط وسفينة في الأفق (نقطة صغيرة على يسار السفينة الأمامية)

تاريخيًا، لطالما كانت المسافة إلى الأفق المرئي أمرًا حيويًا للبقاء والملاحة الناجحة، خاصة في البحر، لأنها حددت النطاق الأقصى للرؤية للمراقب وبالتالي التواصل، مع كل العواقب الواضحة على السلامة ونقل المعلومات التي النطاق ضمنيًا. تقلصت هذه الأهمية مع تطور الراديو والتلغراف، ولكن حتى اليوم، عند تحليق طائرة وفقًا لقواعد الطيران المرئي، يتم استخدام تقنية تسمى حركة الموقف للتحكم في الطائرة، حيث يستخدم الطيار العلاقة البصرية بين أنف الطائرة والأفق للسيطرة على الطائرة. يمكن للطيارين أيضًا الاحتفاظ بتوجههم المكاني من خلال الرجوع إلى الأفق. في العديد من السياقات، لا سيما رسم المنظور ، يتم تجاهل انحناء الأرض ويعتبر الأفق خط تقاطع مستوى الاسقاط مع المستوى الافقي المار بمركز النظر. وحيث تتلاقى ظاهريا الخطوط المتوازية فيما بينها في نقاط تسمى نقاط التلاشي. بالنسبة للمراقبين بالقرب من مستوى سطح البحر، فإن الاختلاف بين هذا الأفق الهندسي (الذي يفترض مستوى أرضيًا مسطحًا تمامًا ولانهائي) والأفق الحقيقي (الذي يفترض وجود سطح كروي للأرض) غير محسوس بالعين المجردة (ولكن بالنسبة لشخص ما على تل يبلغ ارتفاعه 1000 متر ويطل على البحر، فإن الأفق الحقيقي سيكون حوالي درجة تحت الخط الأفقي) [غير مفهوم]. الأفق في علم الفلك هو المستوى الأفقي من خلال عيون الراصد. إنه المستوى الأساسي لنظام الإحداثيات الأفقي، وهو موضع النقاط التي يبلغ ارتفاعها صفر درجة. في حين أن الأفق متشابه في طرقه مع الأفق الهندسي، في هذا السياق، يمكن اعتبار الأفق مستويًا في الفضاء، وليس خطًا على مستوى الصورة.

## المسافة إلى الأفق
بتجاهل تأثير الانكسار الجوي، فإن المسافة إلى الأفق الحقيقي من مراقب قريب من سطح الأرض حوالي 
{\displaystyle d\approx {\sqrt {2\,h\,R}}\,,}
حيث h هو الارتفاع فوق مستوى سطح البحر وR هو نصف قطر الأرض.
عندما تقاس d بالكيلومترات و h بالأمتار، تكون المسافة
{\displaystyle d\approx 3.57{\sqrt {h}}\,,}
حيث يحتوي الثابت 3.57 على وحدات كم / م ½.
عندما تقاس d 5,280 قدم (1,609.344 م) أي «أميال الأرض» 5280 قدم (1609.344 ) و h بالأقدام، فالمسافة هي
{\displaystyle d\approx {\sqrt {1.5h}}\approx 1.22{\sqrt {h}}\,.}
حيث يحتوي الثابت 1.22 على وحدات ميل / قدم ½.
في هذه المعادلة ، يُفترض أن سطح الأرض كروي تمامًا، حيث يساوي r 6,371 كيلومتر (3,959 ميل).

### أمثلة
بافتراض عدم وجود انكسار في الغلاف الجوي وأن الأرض كروية بنصف قطر R = 6,371 كيلومتر (3,959 ميل) :
- بالنسبة لمراقب يقف على الأرض مع h = 1.70 متر (5 قدم 7 بوصة)، الأفق على مسافة 4.7 كيلومتر (2.9 ميل).
- بالنسبة لمراقب يقف على الأرض مع h = 2 متر (6 قدم 7 بوصة)، الأفق على مسافة 5 كيلومتر (3.1 ميل).
- لمراقب يقف على تلة أو برج 30 متر (98 قدم) فوق مستوى سطح البحر، الأفق على مسافة 19.6 كيلومتر (12.2 ميل).
- لمراقب يقف على تلة أو برج 100 متر (330 قدم) فوق مستوى سطح البحر، الأفق على مسافة 36 كيلومتر (22 ميل).
- لمراقب يقف على سطح برج خليفة، 828 متر (2,717 قدم) من الأرض، وحول 834 متر (2,736 قدم) فوق مستوى سطح البحر، الأفق على مسافة 103 كيلومتر (64 ميل).
- لمراقب على القمة جبل ايفرست (8,848 متر (29,029 قدم) في الارتفاع)، الأفق على مسافة 336 كيلومتر (209 ميل).
- لمراقب على متن طائرة ركاب تجارية تحلق على ارتفاع نموذجي من 35,000 قدم (11,000 م)، الأفق على مسافة 369 كيلومتر (229 ميل).
- ل يو-2 الطيار، في حين تحلق في سقف خدمتها 21,000 متر (69,000 قدم)، الأفق على مسافة 517 كيلومتر (321 ميل).

### الكواكب الأخرى
على الكواكب الأرضية والأجرام السماوية الصلبة الأخرى ذات التأثيرات الجوية الضئيلة، تختلف المسافة إلى الأفق بالنسبة «للمراقب القياسي» حسب الجذر التربيعي لنصف قطر الكوكب. وبالتالي، فإن الأفق على عطارد هو 62٪ بعيدًا عن الراصد كما هو على الأرض، والرقم على المريخ 73٪، وعلى القمر 52٪، والرقم في ميماس هو 18٪، وهكذا.

### الاشتقاق

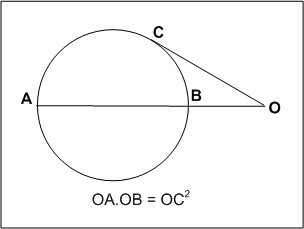
الأساس الهندسي لحساب المسافة إلى الأفق، نظرية الظل القاطع

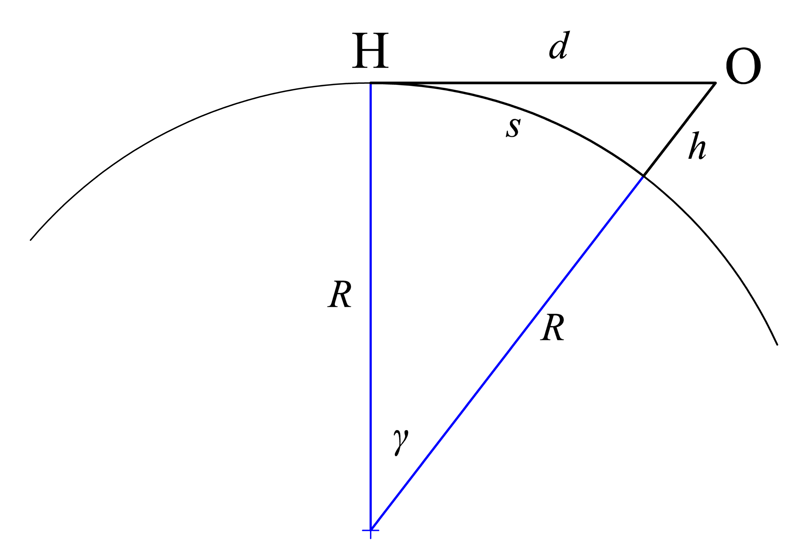
المسافة الهندسية إلى الأفق، نظرية فيثاغورس

ثلاثة أنواع من الأفق

إذا افترضنا أن الأرض عبارة عن كرة بلا معالم (وليست كروية مفلطحة) بدون انكسار في الغلاف الجوي، فيمكن عندئذٍ حساب المسافة إلى الأفق بسهولة.
تنص نظرية الظل القاطع على ذلك
{\displaystyle \mathrm {OC} ^{2}=\mathrm {OA} \times \mathrm {OB} \,.}
قم بإجراء البدائل التالية:
- d = OC = المسافة إلى الأفق
- D = AB = قطر الأرض
- h = OB = ارتفاع الراصد فوق مستوى سطح البحر
- D + h = OA = قطر الأرض بالإضافة إلى ارتفاع الراصد فوق مستوى سطح البحر،

مع d و D و h تُقاس جميعها بنفس الوحدات. تصبح الصيغة الآن، حيث R هو نصف قطر الأرض.
{\displaystyle \mathrm {d} ^{2}=\mathrm {Dh} +\mathrm {h^{2}} \,.}
يمكن أيضًا اشتقاق نفس المعادلة باستخدام نظرية فيثاغورس. في الأفق، يكون خط الرؤية مماسًا للأرض وعموديًا أيضًا على نصف قطر الأرض. هذا يشكل مثلثًا قائمًا، حيث يكون مجموع نصف القطر والارتفاع بمثابة الوتر. مع
- d = المسافة إلى الأفق
- h = ارتفاع الراصد فوق مستوى سطح البحر
- R = نصف قطر الأرض

وبالرجوع إلى الشكل الثاني على اليمين يؤدي إلى ما يلي:
{\displaystyle (R+h)^{2}=R^{2}+d^{2}\,\!}
{\displaystyle R^{2}+2Rh+h^{2}=R^{2}+d^{2}\,\!}
{\displaystyle d={\sqrt {h(2R+h)}}\,.}
يمكن توسيع الصيغة الدقيقة أعلاه على النحو التالي:
{\displaystyle d={\sqrt {2Rh+h^{2}}}\,,}
حيث R هو نصف قطر الأرض (يجب أن يكون R و h في نفس الوحدات). على سبيل المثال، إذا كان القمر الصناعي على ارتفاع 2000 كم تبلغ المسافة إلى الأفق 5,430 كيلومتر (3,370 ميل) ؛ إن إهمال الحد الثاني بين قوسين سيعطي مسافة 5,048 كيلومتر (3,137 ميل)، خطأ 7٪.

### تقريب

الرسوم البيانية للمسافات إلى الأفق الحقيقي على الأرض لارتفاع معين h. الصورة على طول سطح الأرض، D هي المسافة خط مستقيم، و~ d هو التقريبية مسافة خط مستقيم على افتراض ح < قطر الأرض، 6371 كم. في صورة SVG، حرك الماوس فوق الرسم البياني لتمييزه.

إذا كان الراصد قريبًا من سطح الأرض، فمن الصحيح تجاهل h في المصطلح (2R + h)، وتصبح الصيغة-
{\displaystyle d={\sqrt {2Rh}}\,.}
باستخدام كيلومترات لـ d و R، ومتر لـ h، وأخذ نصف قطر الأرض كـ 6371 كم، المسافة إلى الأفق
{\displaystyle d\approx {\sqrt {2\cdot 6371\cdot {h/1000}}}\approx 3.570{\sqrt {h}}\,}.
باستخدام الوحدات الإمبراطورية، مع d و R في الأميال النظامية (كما هو شائع الاستخدام على الأرض)، و h بالأقدام، فإن المسافة إلى الأفق هي
{\displaystyle d\approx {\sqrt {2\cdot 3963\cdot {h/5280}}}\approx {\sqrt {1.5h}}\approx 1.22{\sqrt {h}}}.
إذا كانت d في ميل بحري، و h بالقدم، فإن العامل الثابت يكون حوالي 1.06، وهو قريب بدرجة كافية من 1 بحيث يتم تجاهله غالبًا، مما يعطي:
{\displaystyle d\approx {\sqrt {h}}}
يمكن استخدام هذه الصيغ عندما يكون h أصغر بكثير من نصف قطر الأرض (6371 كم أو 3959 ميل)، بما في ذلك جميع المناظر من أي قمم جبلية أو طائرات أو بالونات عالية الارتفاع. مع الثوابت المعطاة، تكون كل من الصيغ المترية والإمبراطورية دقيقة في حدود 1٪ (انظر القسم التالي لمعرفة كيفية الحصول على دقة أكبر). إذا كانت h مهمة بالنسبة إلى R، كما هو الحال مع معظم الأقمار الصناعية، فإن التقريب لم يعد صالحًا، والصيغة الدقيقة مطلوبة.

## تدابير أخرى
علاقة أخرى تتضمن مسافة الدائرة العظمى s على طول القوس على السطح المنحني للأرض إلى الأفق؛ مع γ بالتقدير الدائري،
{\displaystyle s=R\gamma \,;}
ومن بعد
{\displaystyle \cos \gamma =\cos {\frac {s}{R}}={\frac {R}{R+h}}\,.}
هذا الحلّ يُعطي:
{\displaystyle s=R\cos ^{-1}{\frac {R}{R+h}}\,.}
يمكن أيضًا التعبير عن المسافة s من حيث مسافة خط البصر d ؛ من الشكل الثاني على اليمين،
{\displaystyle \tan \gamma ={\frac {d}{R}}\,;}
استبدال لγ وإعادة ترتيب يعطي
{\displaystyle s=R\tan ^{-1}{\frac {d}{R}}\,.}
تكون المسافات d و s متماثلة تقريبًا عندما يكون ارتفاع الجسم ضئيلًا مقارنةً بنصف القطر (أي، h ≪ ص).

### زاوية زينيث

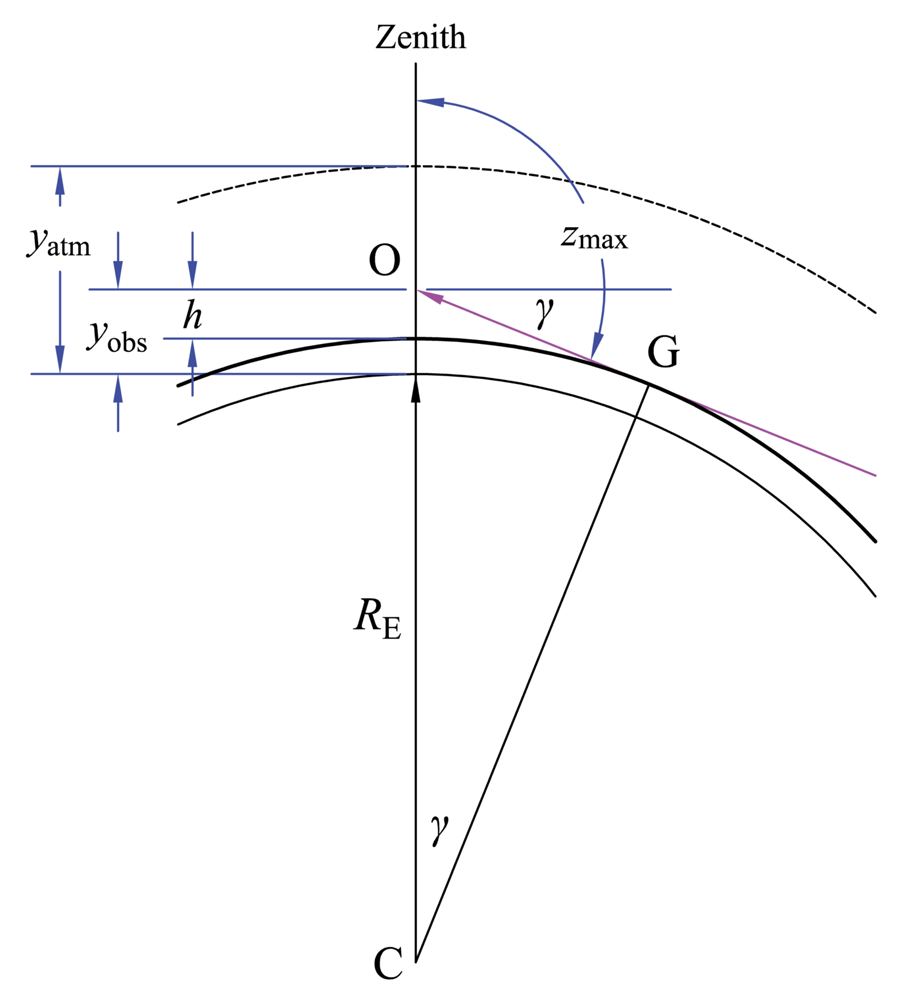
أقصى زاوية ذروة للمراقب المرتفع في جو كروي متجانس

عندما يرتفع الراصد، يمكن أن تكون زاوية ذروة الأفق أكبر من 90 درجة. تحدث أقصى زاوية سمت مرئية عندما يكون الشعاع مماساً لسطح الأرض؛ من المثلث OCG في الشكل على اليمين،
{\displaystyle \cos \gamma ={\frac {R}{R+h}}}
حيث أن {\displaystyle h} هو ارتفاع الراصد فوق السطح و {\displaystyle \gamma } هو الانحدار الزاوي للأفق. وهي مرتبطة بزاوية ذروة الأفق {\displaystyle z} بواسطة:
{\displaystyle z=\gamma +90{}^{\circ }}
لارتفاع غير سالب {\displaystyle h}، الزاوية {\displaystyle z} دائما ≥ 90 درجة.

### مسافة الأفق الهندسي

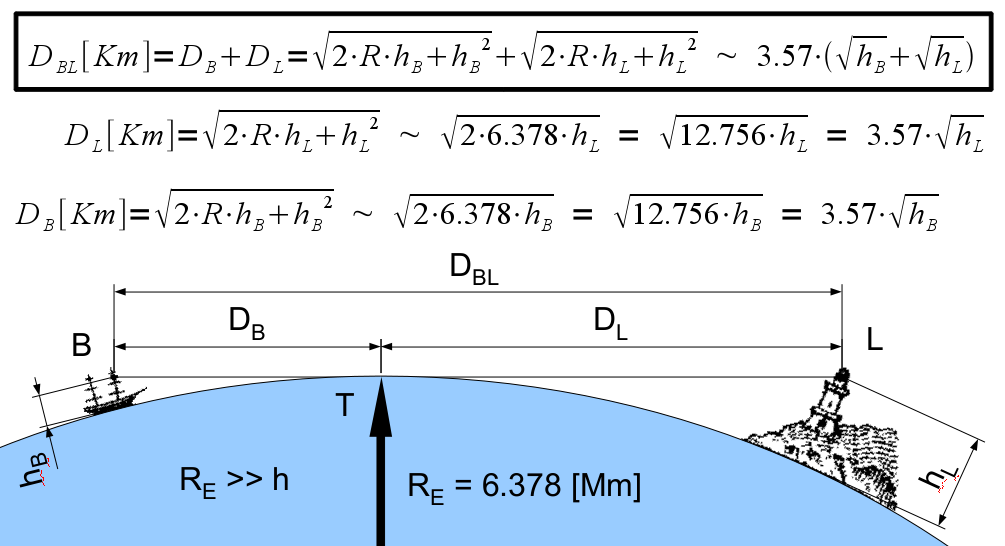
مسافة الأفق الهندسي

لحساب أكبر مسافة يمكن للمراقب من خلالها رؤية الجزء العلوي من جسم ما فوق الأفق، احسب المسافة إلى الأفق لمراقب افتراضي أعلى ذلك الكائن، وأضفه إلى مسافة المراقب الحقيقية إلى الأفق. على سبيل المثال، لمراقب يبلغ ارتفاعه 1.70 متر على الأرض، الأفق 4.65 كم. لبرج ارتفاعه 100 م، مسافة الأفق 35.7 كم. وهكذا يمكن للمراقب الموجود على الشاطئ أن يرى قمة البرج طالما أنه لا يزيد عن 40.35 كم. على العكس، إذا مراقب على متن قارب h = 1.7 m يمكن أن يرى فقط قمم الأشجار على شاطئ قريب h = 10 m والأشجار هي على الأرجح حوالي 16 كم.
بالإشارة إلى الشكل الموجود على اليمين، سيكون الجزء العلوي من المنارة مرئيًا للمراقبة في عش الغراب أعلى سارية القارب إذا
{\displaystyle D_{\mathrm {BL} }<3.57\,({\sqrt {h_{\mathrm {B} }}}+{\sqrt {h_{\mathrm {L} }}})\,,}
حيث أن D BL بالكيلومترات و h B و h L بالأمتار.

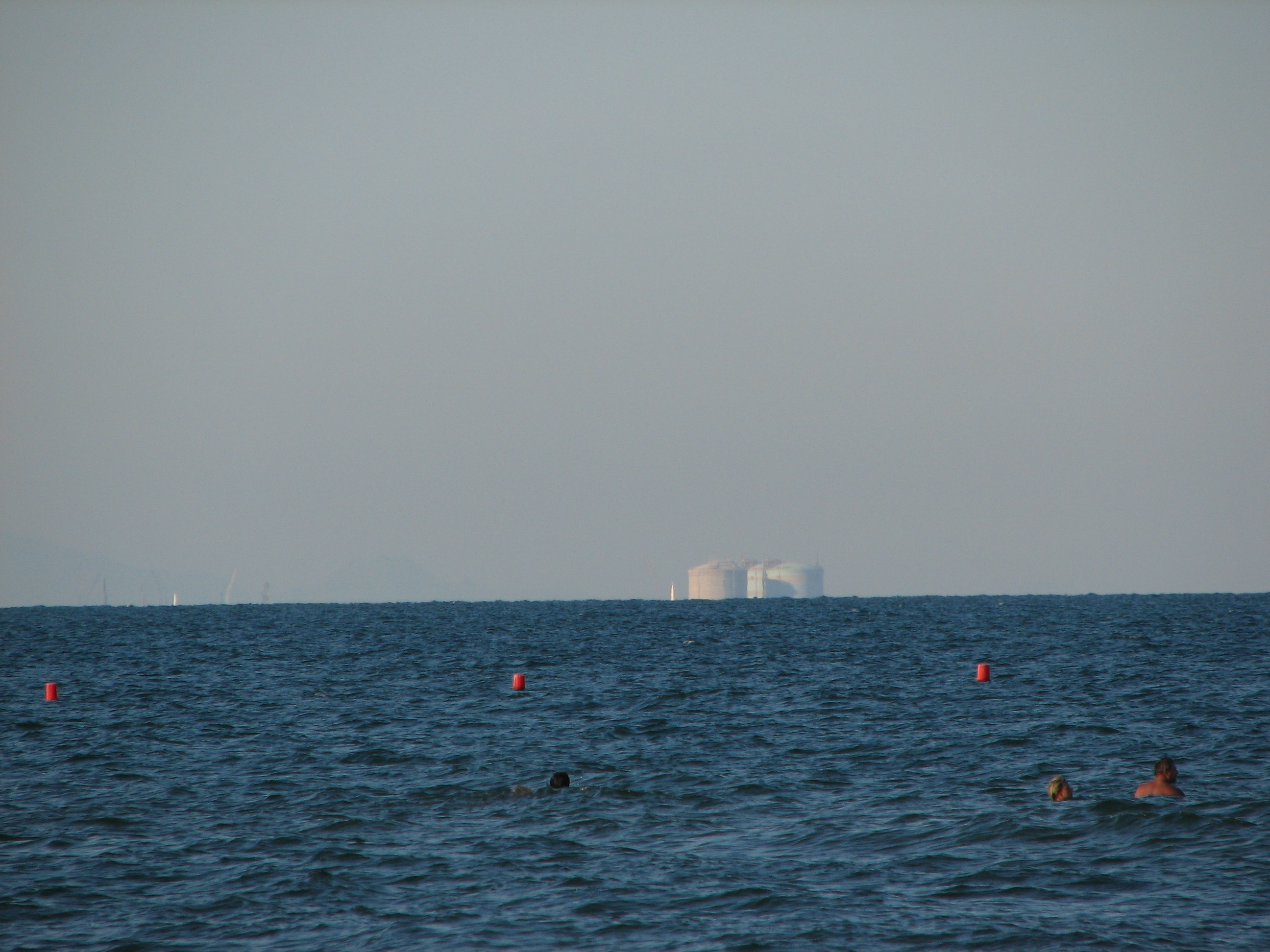
منظر عبر خليج يبلغ عرضه 20 كم في ساحل إسبانيا. لاحظ انحناء الأرض الذي يخفي قاعدة المباني على الشاطئ البعيد.

كمثال آخر، لنفترض أن مراقبًا، عينه فوق مستوى الأرض بمترين، يستخدم منظارًا للنظر إلى مبنى بعيد يعرف أنه يتكون من ثلاثين طابقًا، ارتفاع كل منها 3.5 متر. يحصي الطوابق التي يستطيع أن يراها، ويجد أن هناك عشرة فقط. لذلك فإن عشرين طابقا أو 70 مترا من المبنى مخفية عنه بانحناء الأرض. من هذا يمكنه حساب بعده عن المبنى:
{\displaystyle D\approx 3.57({\sqrt {2}}+{\sqrt {70}})}
الذي يصل إلى حوالي 35 كيلومترًا.
من الممكن بالمثل حساب مقدار ما يمكن رؤيته من جسم بعيد فوق الأفق. لنفترض أن عين المشاهد تقع على ارتفاع 10 أمتار فوق مستوى سطح البحر، وأنه يشاهد سفينة يبلغ ارتفاعها 20 مترًا كم. أفقه:
{\displaystyle 3.57{\sqrt {10}}}
كيلومترًا منه، والذي يصل إلى حوالي 11.3 كيلومترًا. السفينة هي 8.7 كم. يتم تحديد ارتفاع نقطة على السفينة والتي يمكن رؤيتها فقط للمراقب من خلال:
{\displaystyle h\approx \left({\frac {8.7}{3.57}}\right)^{2}}
والذي يصل ارتفاعه إلى ستة أمتار تقريبًا. لذلك يمكن للمراقب أن يرى ذلك الجزء من السفينة الذي يزيد ارتفاعه عن ستة أمتار عن مستوى الماء. جزء السفينة الذي يقع تحت هذا الارتفاع مخفي عنه بانحناء الأرض. في هذه الحالة، يقال أن السفينة كانت متدلية.
في الصورة يتضح تأثير تحدب الأرض على رؤية الأجسام البعيدة حيث تختفي خلف الأفق من أسفل إلى أعلى
ويلاحظ عدم تغير حجم السفينة الظاهري كثيرًا مما يثبت أن الاختفاء بهذه الطريقة بسبب كروية الأرض وليس تأثير المنظور.

تأثير تحدب الأرض على رؤية الأجسام البعيدة حيث تختفي خلف الأفق من أسفل إلى أعلى

غروب الشمس في استراليا ويتضح الأفق البحري بوضوح

اختفاء سفينة على بُعد 21.5 كيلو مترًا

تأثير الانكسار الجوي بسبب الانكسار في الغلاف الجوي، تكون المسافة إلى الأفق المرئي أكبر من المسافة بناءً على حساب هندسي بسيط. إذا كان سطح الأرض (أو الماء) أبرد من الهواء فوقه، تتشكل طبقة كثيفة وباردة من الهواء بالقرب من السطح، مما يتسبب في انكسار الضوء إلى أسفل أثناء انتقاله، وبالتالي، إلى حد ما، للالتفاف حول انحناء الأرض. يحدث العكس إذا كانت الأرض أكثر سخونة من الهواء فوقها، كما يحدث غالبًا في الصحاري، مما ينتج السراب. كتعويض تقريبي للانكسار، يقوم المساحون الذين يقيسون مسافات أطول من 100 متر بطرح 14٪ من خطأ الانحناء المحسوب ويضمنون أن تكون خطوط الرؤية على بعد 1.5 متر على الأقل من الأرض، لتقليل الأخطاء العشوائية الناتجة عن الانكسار.

أفق الصحراء النموذجي

إذا كانت الأرض خالية من الهواء مثل القمر، فإن الحسابات المذكورة أعلاه ستكون دقيقة. ومع ذلك، تتمتع الأرض بجو من الهواء، تختلف كثافته ومعامل انكساره اختلافًا كبيرًا حسب درجة الحرارة والضغط. هذا يجعل الهواء يتسبب في انكسار الضوء بدرجات متفاوتة، مما يؤثر على مظهر الأفق. عادة، تكون كثافة الهواء فوق سطح الأرض أكبر من كثافته عند ارتفاعات أكبر. وهذا يجعل معامل انكساره بالقرب من السطح أكبر منه في الارتفاعات العالية، مما يتسبب في انكسار الضوء الذي يسافر أفقيًا تقريبًا إلى الأسفل. هذا يجعل المسافة الفعلية إلى الأفق أكبر من المسافة المحسوبة بالصيغ الهندسية. في الظروف الجوية القياسية، يكون الفرق حوالي 8٪. هذا يغير عامل 3.57، في الصيغ المترية المستخدمة أعلاه، إلى حوالي 3.86. على سبيل المثال، إذا كان المراقب يقف على شاطئ البحر، بعيون 1.70 متر فوق مستوى سطح البحر، وفقًا للصيغ الهندسية البسيطة المعطاة فوق الأفق، يجب أن تكون 4.7 كم في الواقع، يسمح الانكسار الجوي للمراقب برؤية مسافة أبعد بمقدار 300 متر، لتحريك الأفق الحقيقي على بعد 5 كيلومترات من المراقب.
يمكن تطبيق هذا التصحيح، وغالبًا ما يتم، كتقريب جيد إلى حد ما عندما تكون ظروف الغلاف الجوي قريبة من المعيار. عندما تكون الظروف غير معتادة، يفشل هذا التقريب. يتأثر الانكسار بشدة بتدرجات درجة الحرارة، والتي يمكن أن تختلف اختلافًا كبيرًا من يوم لآخر، خاصة فوق الماء. في الحالات القصوى، عادةً في فصل الربيع، عندما يكسو الهواء الدافئ الماء البارد، يمكن أن يسمح الانكسار للضوء بتتبع سطح الأرض لمئات الكيلومترات. تحدث الظروف المعاكسة، على سبيل المثال، في الصحاري، حيث يكون السطح شديد الحرارة، ويكون الهواء الساخن منخفض الكثافة تحت الهواء البارد. يتسبب هذا في انكسار الضوء لأعلى، مما يتسبب في آثار السراب التي تجعل مفهوم الأفق بلا معنى إلى حد ما. لذلك فإن القيم المحسوبة لتأثيرات الانكسار في ظل ظروف غير عادية هي قيم تقريبية فقط. ومع ذلك، بذلت محاولات لحسابها بدقة أكبر من التقريب البسيط الموصوف أعلاه.
خارج نطاق الطول الموجي المرئي، سيكون الانكسار مختلفًا. للرادار (على سبيل المثال للأطوال الموجية 300 إلى 3 مم أي الترددات بين 1 و 100 GHz) يمكن ضرب نصف قطر الأرض في 4/3 للحصول على نصف قطر فعال يعطي العامل 4.12 في الصيغة المترية، أي أن أفق الرادار سيكون 15٪ وراء الأفق الهندسي أو 7٪ بعد المرئي. العامل 4/3 ليس دقيقًا، لأنه في الحالة المرئية يعتمد الانكسار على الظروف الجوية.
طريقة التكامل - سوير
إذا كان المظهر الجانبي لكثافة الغلاف الجوي معروفًا، تُعطى المسافة d إلى الأفق بواسطة 
{\displaystyle d={{R}_{\text{E}}}\left(\psi +\delta \right)\,,}
حيث أن R E هو نصف قطر الأرض، هو ψ تراجع من الأفق وδ هو انكسار في الأفق. يتم تحديد الانخفاض إلى حد ما ببساطة من
{\displaystyle \cos \psi ={\frac {{R}_{\text{E}}{\mu }_{0}}{\left({{R}_{\text{E}}}+h\right)\mu }}\,,}
حيث أن h هو ارتفاع الراصد فوق الأرض، و μ هو مؤشر انكسار الهواء عند ارتفاع الراصد، و μ 0 هو مؤشر انكسار الهواء على سطح الأرض.
يجب إيجاد الانكسار بتكامل
{\displaystyle \delta =-\int _{0}^{h}{\tan \phi {\frac {{\text{d}}\mu }{\mu }}}\,,}
حيث أن {\displaystyle \phi \,\!} هي الزاوية بين الشعاع والخط المار بمركز الأرض. الزوايا ψ و {\displaystyle \phi \,\!} ترتبط ب
{\displaystyle \phi =90{}^{\circ }-\psi \,.}
طريقة بسيطة - يونغ
نهج أبسط من ذلك بكثير، والتي تنتج أساسا على نفس النتائج عند تقريب من الدرجة الأولى المذكورة أعلاه، يستخدم نموذج هندسي ولكن يستخدم دائرة نصف قطرها R′ = 7/6 RE المسافة إلى الأفق إذن هي 
{\displaystyle d={\sqrt {2R^{\prime }h}}\,.}
أخذ نصف قطر الأرض 6371 كم، مع d في km و h في m،
{\displaystyle d\approx 3.86{\sqrt {h}}\,;}
مع d في ميل و h في قدم،
{\displaystyle d\approx 1.32{\sqrt {h}}\,.}
نتائج طريقة يونج قريبة جدًا من نتائج طريقة سوير، وهي دقيقة بدرجة كافية للعديد من الأغراض.

## انحناء الأفق
من نقطة فوق سطح الأرض، يبدو الأفق محدبًا بعض الشيء ؛ إنه قوس دائري. تعبر الصيغة التالية عن العلاقة الهندسية الأساسية بين هذا الانحناء البصري {\displaystyle \kappa }، الارتفاع {\displaystyle h}، ونصف قطر الأرض {\displaystyle R} :
{\displaystyle \kappa ={\sqrt {\left(1+{\frac {h}{R}}\right)^{2}-1}}\ }

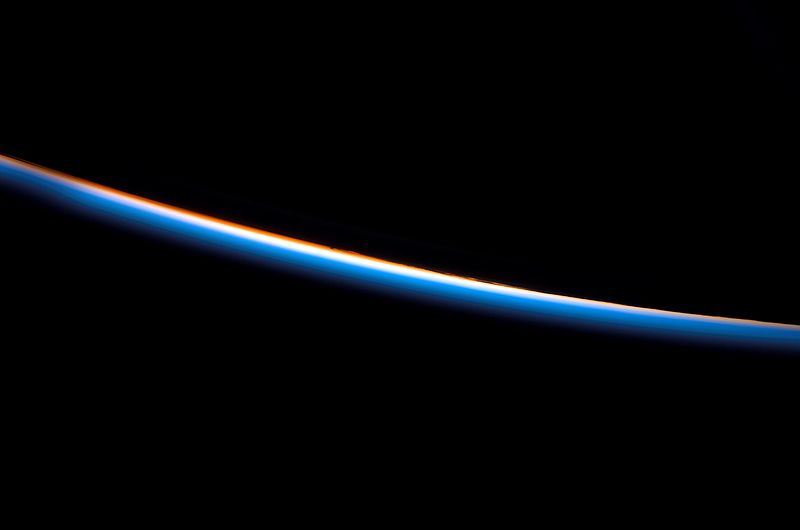
صورة لانحناء الأفق من ارتفاع 226 كم ملتقطة بواسطة مكوك فضائي سنة 2008

الانحناء هو مقلوب نصف القطر الزاوي للانحناء بوحدات الراديان. يظهر انحناء بمقدار 1.0 كدائرة نصف قطرها الزاوي 57.3 درجة يتوافق مع ارتفاع حوالي 2,640 كـم (1,640 ميل) فوق سطح الأرض.
على ارتفاع 10 كـم (6.2 ميل؛ 33,000 قدم)، وهو الارتفاع المناسب لطائرة نموذجية فإن الانحناء الرياضي للأفق حوالي 0.056، وهو نفس الانحناء لحافة الدائرة التي يبلغ نصف قطرها 10 م التي يتم عرضها من 56 سم مباشرة فوق مركز الدائرة.
ومع ذلك، فإن الانحناء الظاهر أقل من ذلك بسبب انكسار الضوء بواسطة الغلاف الجوي وحجب الأفق بواسطة طبقات السحب العالية التي تقلل الارتفاع المرئي فوق السطح.
هذا ويمكن في الظروف المثلى حساب محيط الدائرة التي تنكشف لعين الناظر من سطح الأرض مقدرًا بوحدات الطول عن طريق حساب المثلثات بمعلومية كل من ارتفاع الناظر ونصف قطر الأرض كذلك يمكن حساب المسافة المحدبة بين أُفق الناظر وموقعه وكذلك بين أُفقه والهدف المختفي خلف هذا الأُفق بنفس الطريقة؛
وكذلك يمكن التعبير عن انحناء الأُفق المستعرض العمودي على خط النظر عن طريق الدوال المثلثية كمعادلة إضافية للمعادلة أعلاه للانحناء البصري {\displaystyle \kappa } كما توضحه الصورة أدناه ،

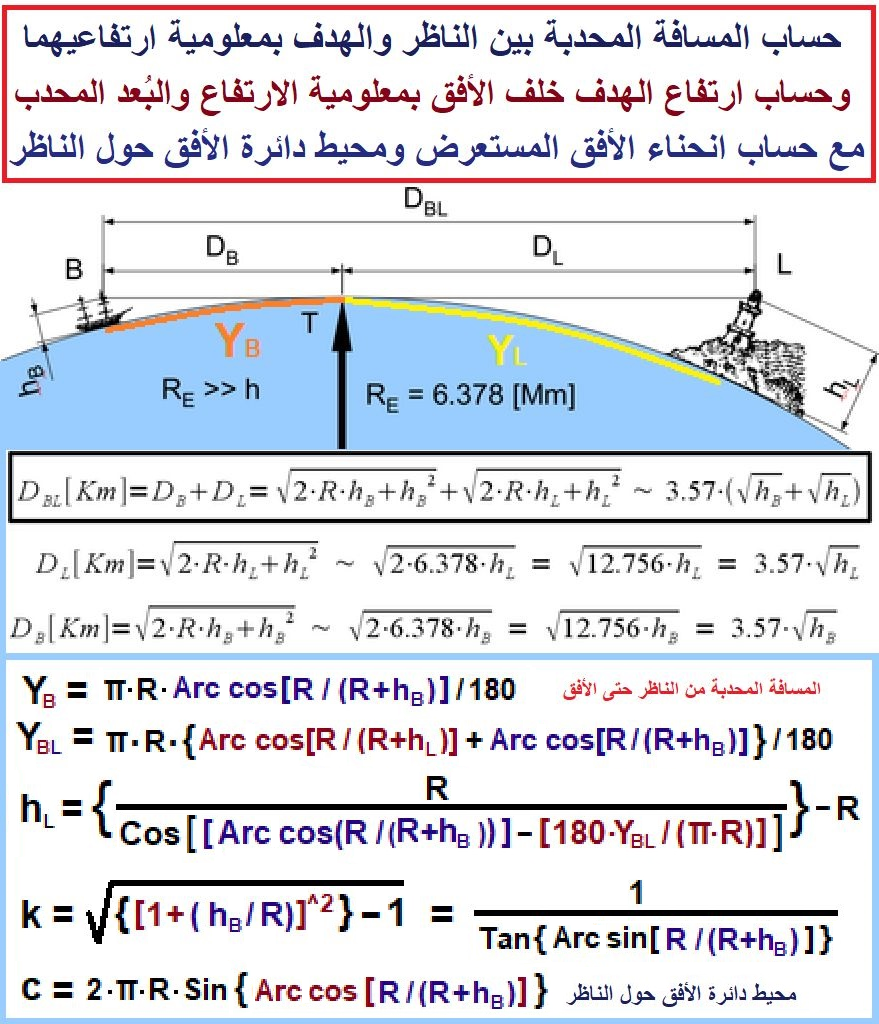
حساب كل من المسافة المستقيمة والمحدبة بين ناظر وهدف معلومي الارتفاع ؛ حساب ارتفاع الهدف بمعلومية البعد المستقيم أو المحدب بينه وبين الناظر ؛ حساب انحناء الأفق ومحيط دائرة الأفق حول الناظر.

وهي معادلات محققة عمليًّا من خلال مقارنتها بنموذج المحاكاة والخرائط الشهير جوجل إيرث مع الأخذ في الاعتبار أنها تعتمد على نصف قطر متوسط وليس النموذج الجيوديسي الدقيق للأرض.

## نقاط التلاشي

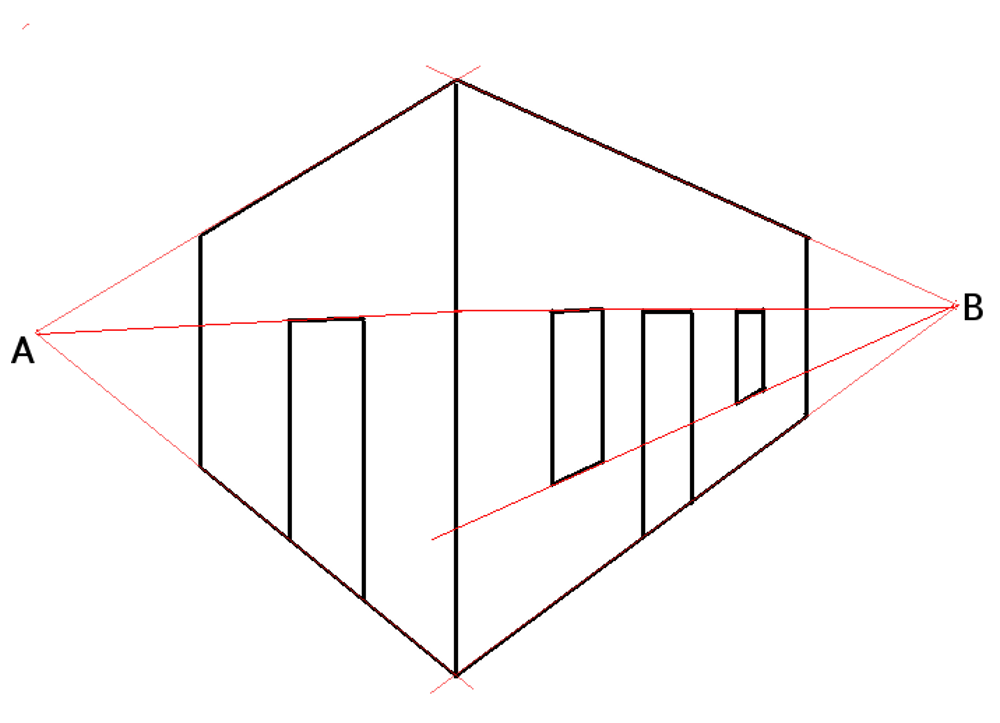
توجد نقطتان في الأفق عند تقاطعات الخطوط الممتدة للأجزاء التي تمثل حواف المبنى في المقدمة. وفي الصورة المرفقة هناك حالة خاصة حيث يوجد خط الأفق على ارتفاع الأبواب والنوافذ, وهذا يعني ان الناظر ذو قامة طويلة جدا او انه غير واقف مباشرة على مستوى الارض.

الأفق هو سمة أساسية لمستوى الصورة في علم المنظور الرسومي. بافتراض أن مستوى الصورة يقف عموديًا على الأرض، و P هو الإسقاط العمودي لنقطة العين O على مستوى الصورة، يتم تعريف الأفق على أنه الخط الأفقي عبر P. النقطة P هي نقطة التلاشي للخطوط المتعامدة على الصورة. إذا كانت S هي نقطة أخرى في الأفق، فهي نقطة التلاشي لجميع الخطوط الموازية لنظام التشغيل. لكن بروك تايلورصص (1719) أشار إلى أن مستوى الأفق الذي حدده O والأفق كان مثل أي طائرة أخرى.
مصطلح الخط الأفقي، على سبيل المثال، مناسب لقصر مفاهيم المتعلم على مستوى الأفق، ولجعله يتخيل أن هذا المستوى يتمتع ببعض الامتيازات الخاصة، مما يجعل الأشكال الموجودة فيه أكثر سهولة وملاءمة. أن توصف بواسطة هذا الخط الأفقي أكثر من الأشكال في أي مستوى آخر ؛... لكن في هذا الكتاب لا أفرق بين مستوى الأفق وأي مستوى آخر على الإطلاق...
حفزت الهندسة الغريبة للمنظور حيث تتلاقى الخطوط المتوازية في المسافة على تطوير الهندسة الإسقاطية التي تفرض نقطة في اللانهاية حيث تلتقي الخطوط المتوازية. في كتابها هندسة الفن (بالإنجليزية: Geometry of an Art) الذي صدر عام 2007، وصفت كيرستي أندرسن تطور رسم المنظور والعلم حتى عام 1800، مشيرة إلى أن نقاط التلاشي لا يجب أن تكون في الأفق. في فصل بعنوان «الأفق»، روى جون ستيلويل كيف أدت الهندسة الإسقاطية إلى هندسة الوقوع، وهي الدراسة التجريدية الحديثة لتقاطع الخط. غامر ستيلويل أيضًا في أسس الرياضيات في قسم بعنوان «ما هي قوانين الجبر ؟» تم تفكيك «جبر النقاط»، الذي قدمه في الأصل كارل فون ستاودت في اشتقاق بديهيات مجال ما في القرن العشرين، مما أسفر عن مجموعة متنوعة من الاحتمالات الرياضية. دول ستيلويل
يبدو أن هذا الاكتشاف منذ 100 عام قادر على قلب الرياضيات رأسًا على عقب، على الرغم من أنه لم يتم استيعابها بالكامل من قبل المجتمع الرياضي. فهي لا تتحدى فقط اتجاه تحويل الهندسة إلى جبر، ولكنها تشير إلى أن كلا من الهندسة والجبر لهما أساس أبسط مما كان يُعتقد سابقًا.